# 国際危機グループ
国際危機グループ（こくさいききグループ、International Crisis Group、略称ICG）は、現場調査に基づいた分析と高度の政策提言を通して致命的紛争を解決する目的で設立された、国際的非政府組織である。

## 概要
国際危機グループは1995年に米国で設立された。　会長は初代のニコラス・ヒントンから、en:Alain Destexhe（ベルギー上院議員）、マルッティ・アハティサーリ（元フィンランド大統領）、ガレス・エヴァンス（前オーストラリア外務大臣）、ルイーズ・アルブール（カナダ最高裁判事、国連人権高等弁務官を歴任）、と代を重ね、2014年9月にジャン＝マリー・ゲーノ（元フランス外交官で、PKO担当の国連事務次長を経歴）が就任して今に至る。
危機グループは、国家が暴動の拡大、及び広範囲の反乱の再発の危機に面した際に、政治的アナリストの集団をその争いが起きた場所、または近隣に派遣する。このような集団の情報に基づき、同組織は対象の幾つかの政治的先導者及び機構が勧告した分析結果を作成する。こうした任務に加え、同組織は世界における継続中または勃発する可能性のある暴動の端的な概説を著述した「Crisis Watch （クライシスウォッチ）」なる月刊紙を発行している。
保護する責任の原則の下に分析的且つ調査結果を通知する組織として、国際危機グループは、政府、国際機構、概要報告書を発行するメディアと共に活動を続けている。なお、分析結果報告書などはグループの公式ページでも閲覧できる。
国際危機グループ本部はベルギーのブリュッセルに設置されている。アドボカシー支部はそれぞれワシントンD.C.、ニューヨーク、ロンドン、モスクワに置かれ、18箇所のフィールド支部が世界中に設けられている。18ヶ所のフィールド部はそれぞれ、アンマン、ベオグラード、ベイルート、カイロ、ダカール、ドゥシャンベ、イスラマバード、ジャカルタ、カーブル、ナイロビ、ビシュケク、ポルトープランス、プレトリア、プリスティナ、キト、ソウル、スコピエ、トビリシである。また、同グループには4大陸を越え全世界50を超える国や領土において国際問題・紛争分析に従事するアナリストが所属する。尚、グループの財源は欧米諸国政府、複数の基金と機構（多くはアメリカ合衆国が根拠地）、企業並びに個人によって成り立っている。
しかしながら同組織に対する批判が全く無い訳ではない。組織の重役が政府と深く関わっている事や、客員研究員及び客観的な理論的枠組みの欠如を指摘する声もある。
また、組織は災害援助専門家で、1995年にチェチェン共和国で行方不明となったフレッド・クニーによって共同設立されたことでも知られている。

## 国際危機グループが活動を続ける国々一覧

### アフリカ
- アンゴラ
- ウガンダ
- エチオピア
- エリトリア
- ギニア
- コートジボワール
- コンゴ共和国
- シエラレオネ
- ジンバブエ
- スーダン
- ソマリア
- ブルンジ
- リベリア
- ルワンダ

### アジア
- アフガニスタン
- インドネシア
- ウズベキスタン
- カザフスタン
- カシミール
- キルギス
- タジキスタン
- トルクメニスタン
- ネパール
- パキスタン
- ミャンマー（ビルマ）

### ヨーロッパ
- アゼルバイジャン
- アルバニア
- アルメニア
- グルジア
- コソボ
- セルビア・モンテネグロ
- ボスニア・ヘルツェゴビナ
- マケドニア共和国
- モルドバ

### 中東
北アフリカからイランにかけ中東全域。

### ラテンアメリカ
- アンデス地域
- コロンビア